# Jueces 2
Jueces 2 es el segundo capítulo del Libro de los Jueces en el Antiguo Testamento o la Biblia hebrea. Según la tradición judía, el libro fue atribuido al profeta Samuel, pero los eruditos modernos lo consideran parte de la Historia Deuteronomista, que abarca desde los libros de Deuteronomio hasta 2 Reyes, atribuida a escritores nacionalistas y devotamente yahwistas durante la época del rey reformador de Judea Josías en el siglo VII a. C.. Este capítulo se centra en el fracaso militar y la apostasía de los israelitas tras la introducción en el primer capítulo.

## Texto
Este capítulo fue escrito originalmente en Lengua hebrea. Se divide en 23 Versículos.

### Testigos textuales
Algunos manuscritos antiguos que contienen el texto de este capítulo en hebreo pertenecen a la tradición del Texto Masorético, que incluye el Códice de El Cairo (895), el Códice Alepo (siglo X) y el Códice Leningradensis (1008).
Los manuscritos antiguos existentes de una traducción al griego koiné conocida como Septuaginta (originalmente se hizo en los últimos siglos a. C.) incluyen el Codex Vaticanus (B; {\displaystyle {\mathfrak {G}}}B; siglo IV) y Codex Alexandrinus (A; {\displaystyle {\mathfrak {G}}}A; siglo V).

### Versículo 9

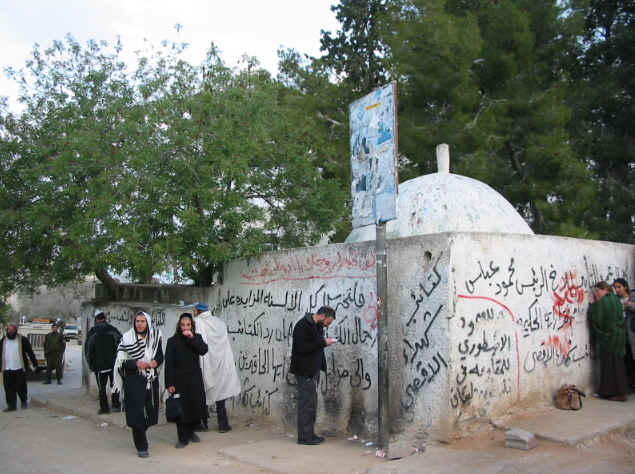
Tumba de Josué en Kifl Hares («Timnath-heres») según una tradición samaritana.